# DJ Clue?
Ernesto Shaw, bättre känd som DJ Clue?, född 8 januari 1975 i Queens, New York, är en amerikansk DJ. Han samarbetar ofta med Mariah Carey och har gjort remixversioner av hennes "Heartbreaker" (1999), "We Belong Together" (2005) och "Shake It Off" (2005).